# Santa Eulalia (ort i Spanien, Asturien)
Santa Eulalia är en ort i Spanien.   Den ligger i provinsen Province of Asturias och regionen Asturien, i den norra delen av landet, 400 km norr om huvudstaden Madrid. Santa Eulalia ligger 234 meter över havet och antalet invånare är 1 063.
Terrängen runt Santa Eulalia är huvudsakligen kuperad, men åt sydväst är den platt. Terrängen runt Santa Eulalia sluttar norrut. Runt Santa Eulalia är det ganska glesbefolkat, med 28 invånare per kvadratkilometer. Närmaste större samhälle är Villaviciosa, 7,5 km norr om Santa Eulalia. Omgivningarna runt Santa Eulalia är en mosaik av jordbruksmark och naturlig växtlighet.